# 村 (泰國)

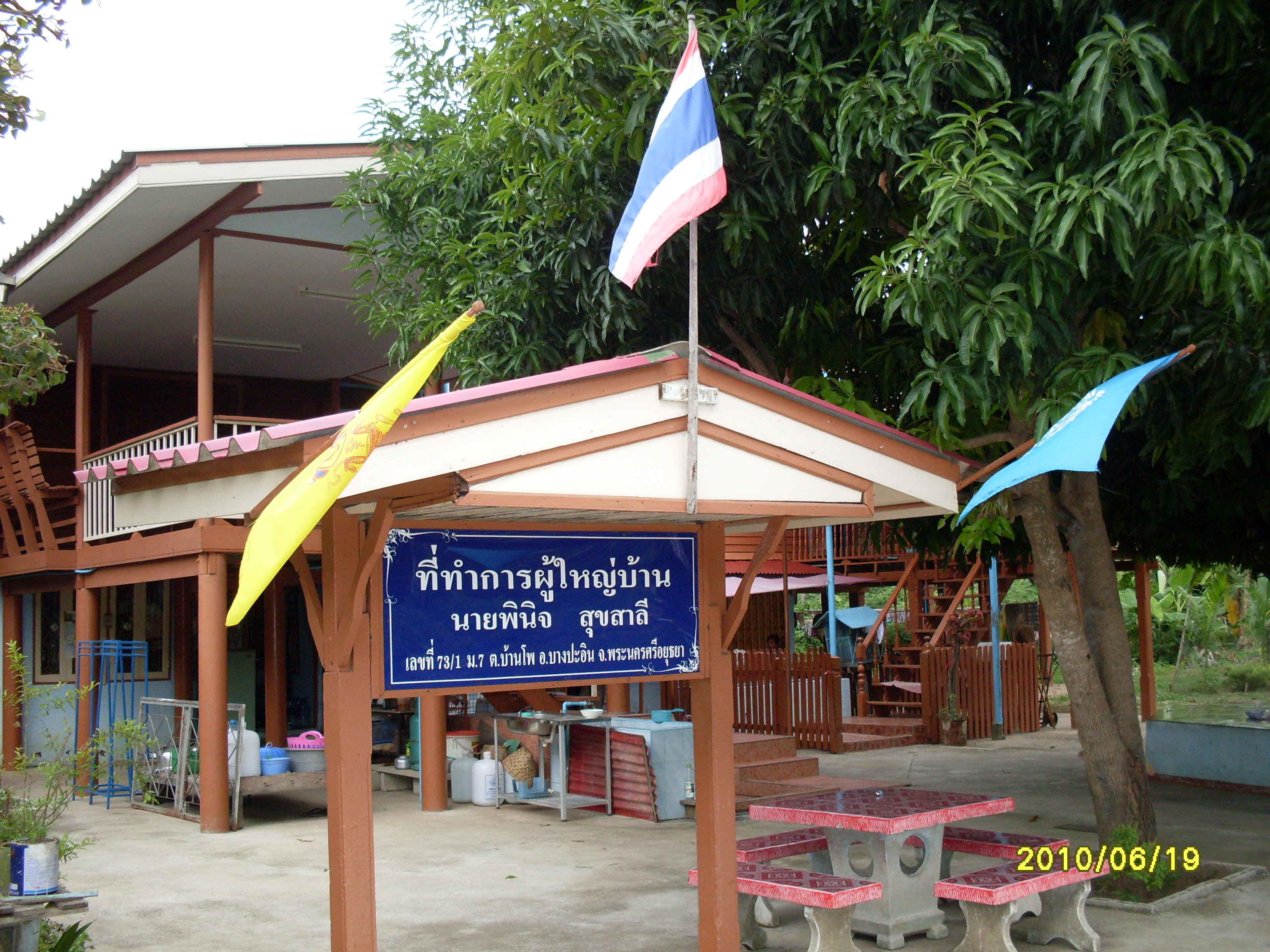
位于泰国大城府（阿瑜陀耶府）的村庄

村（羅馬化：Muban）是泰國最低一級的行政區劃。「村」的位階在泰國第三級行政區劃「ตำบล」（tambon）之下。截至2008年，泰國共有74944個村。根據1990年的人口普查，平均每個村有144戶或746人。

## 概要
每個村皆由一名首領領導，首領通常被稱為村長（泰語：ผู้ใ หญ่บ้าน），首領由村裡的居民選舉產生，然後由內政部任命。村長有兩名助手，一名負責政府事務，另一名負責安全事務。村裡也可能有一個村委會，由村裡選出的成員組成，作為村裡的諮詢機構。 最初，村長一旦當選，便可任職到退休年齡。現在，他們的任期只有五年，但可以申請連任。